# Maragogi
Maragogi es una localidad ubicada en el estado de Alagoas, en la región nordeste de Brasil. Conocida por sus playas y su rica biodiversidad marina, Maragogi se ha convertido en un popular destino turístico en los últimos años. Cuenta con una población de 33.032, lo que la convierte en una de las ciudades más pobladas del este del Alagoas. Si bien hay registros de asentamientos en la zona desde la época de la colonización portuguesa, su fundación como tal es de 1875.
El nombre de la ciudad proviene del idioma Tupi.

## Geografía
Maragogi se encuentra en la costa norte de Alagoas, a aproximadamente 125 kilómetros al norte de la capital estatal, Maceió. Limita al norte con el municipio de Japaratinga y al sur con el municipio de São José da Coroa Grande, en el estado de Pernambuco. La localidad cuenta con una extensión costera de aproximadamente 22 kilómetros, caracterizada por sus playas de arena blanca y aguas cristalinas.

## Turismo

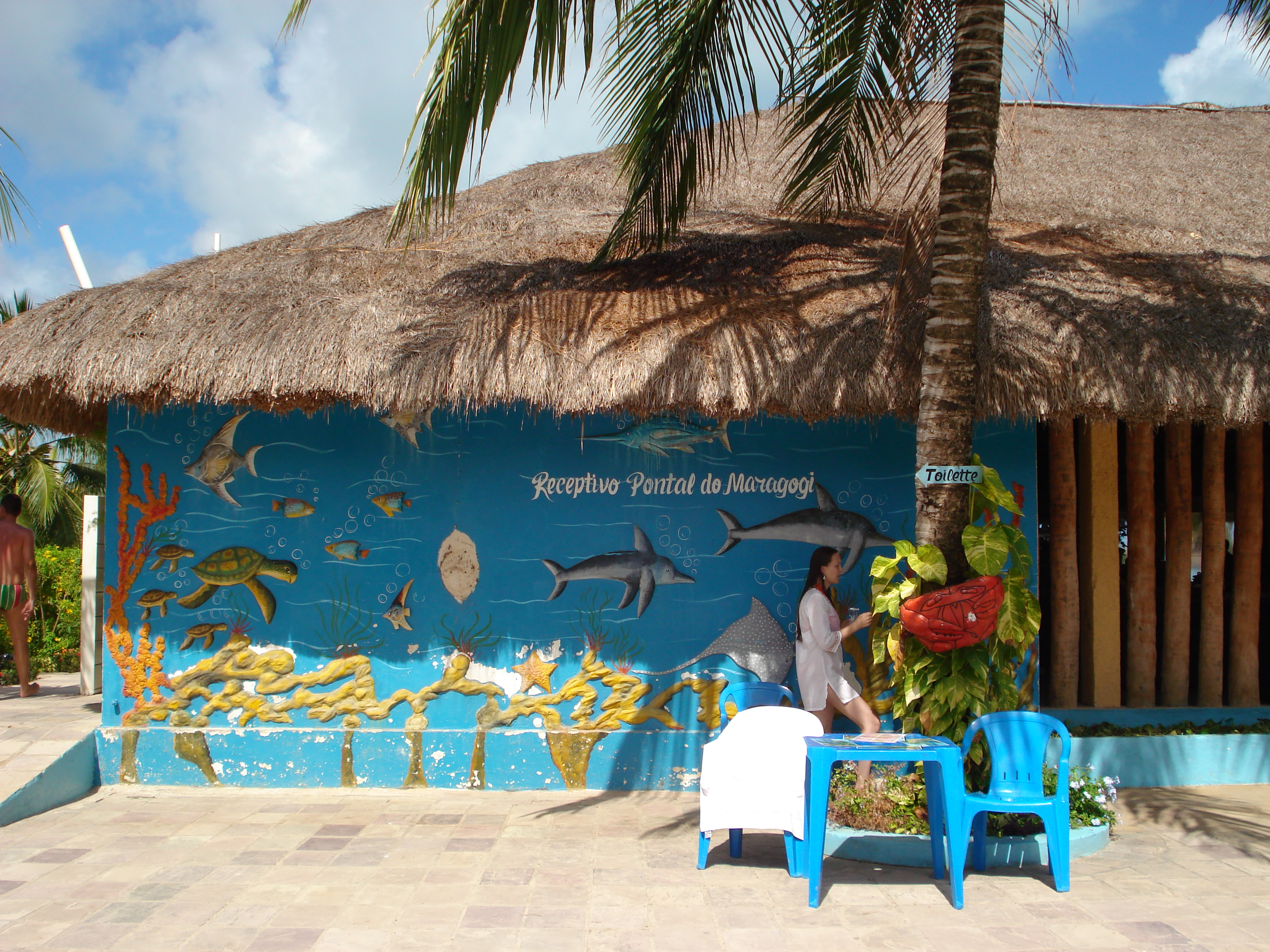
Oficina de turismo en una playa de Maragogi.

La principal atracción de Maragogi son sus playas de aguas cristalinas. Destacan la Praia de Antunes, la Praia de Ponta de Mangue y la Praia de Peroba, entre otras. Estas playas, de aguas tranquilas y rica vida marina, son lugares habituales para la práctica de snorkel y buceo.
Además de las playas, Maragogi ofrece otras actividades turísticas. Los visitantes pueden explorar los arrecifes de coral en las piscinas naturales, conocidas como «galés». Estas piscinas se forman durante la marea baja y permiten a los turistas observar de cerca una gran variedad de peces y corales.
Asimismo, se ha convertido también en una atracción popular recorrer el río Maragogi.

## Cultura
Maragogi es una localidad rica en cultura y tradiciones. Los habitantes locales, conocidos como «maragoguenses», conservan sus raíces culturales y celebran festividades populares a lo largo del año. Destacan el Carnaval, con desfiles y música animada, y la festividad de São Sebastião, el santo patrono del lugar, celebrada con procesiones y eventos religiosos.
La gastronomía también juega un papel importante en la cultura de Maragogi. Los platos típicos incluyen pescados y mariscos frescos, como la moqueca de peixe (guiso de pescado), la tapioca (crepe de harina de yuca) y la tradicional feijoada (un guiso de frijoles negros con carne de cerdo).